# Collision in Korea (1995)
Пхеньянский Международный фестиваль спорта и культуры во имя мира (англ. Pyongyang International Sports and Culture Festival for Peace, кор. 평화를 위한 평양국제체육 및 문화축전, яп. 平和のたのの平国国国-文 文), более известное как Столкновение в Корее (англ. Collision in Korea) — это PPV-шоу по рестлингу, проведённое совместно с двумя реслинг-промоушенами New Japan Pro-Wrestling (NJPW) и World Championship Wrestling (WCW). Шоу проходило 28 и 29 апреля 1995 года на Первомайском стадионе в Пхеньяне, КНДР. В Северной Америке шоу вышло в эфир 4 августа 1995 года, когда WCW транслировала подборку матчей из PPV-шоу.
Само шоу стало первым PPV из Североамериканского рестлинг-промоушена, которое было проведено в КНДР, и удерживает текущий рекорд по самой большой совокупной посещаемости рестлинг-шоу с заявленной толпой 165 000 человек в первый день и соответственно во второй день мероприятия 190 000 человек. Однако американский журналист в области рестлинга Дейв Мельтцер сообщил о других различных цифрах посещаемости шоу, примерно 150 000 и 165 000 человек соответственно.
Почётным гостем данного мероприятия был боксёр в отставке Мухаммед Али. Ринг-анонсером шоу был Хидэкадзу Танака из NJPW, судили матчи Масао Таяма и Тайгер Хаттори. Комментаторами для освещения мероприятия были Эрик Бишофф, Майк Tинау и Кадзуо Исикаве.
По состоянию на 2022 год, данное шоу является одно из немногих PPV WCW, которые недоступны для трансляции на WWE Network. Столкновение в Корее — одна из тем, которая была затронута в третьем сезоне документального сериала от Vice TV «Обратная сторона ринга», который дебютировала в мае 2021 года.

## Производство
Идея проведения шоу профессионального реслинга в КНДР пришла от японского политика, профессионального рестлера и главы профессионального реслинг-промоушена New Japan Pro-Wrestling (NJPW) Антонио Иноки. В то время Иноки боролся со своей политической карьерой и рассматривал это событие как возможность улучшить дипломатические отношения между КНДР и Японией. У Иноки были позитивные отношения с правительством КНДР, и как рестлер он тренировался под руководством Рикидозана, корейско-японский рестлер, которого правительство КНДР широко использовало в пропаганде после его смерти в 1963 году. Кроме того, Ким Чен Ир недавно возглавил КНДР после смерти своего отца Ким Ир Сена в 1994 году и разрешил некоторым иностранным туристам посетить мероприятие, а газета The New York Times заявила, что это, возможно, было сделано в попытке продемонстрировать его лидерство в стране.
Планируя мероприятие, Иноки хотел привлечь к участию американских рестлеров, он обратился к вице-президенту американского промоушена World Championship Wrestling (WCW), Эрику Бишоффу, с которым у NJPW были рабочие отношения. Бишофф был в восторге от этого мероприятия и даже смог убедить ушедшего в отставку боксера Мухаммеда Али посетить его. В то время WCW участвовала в рейтинговой войне против промоушена Всемирной федерации рестлинга (WWF, ныне WWE), и Бишофф считал, что крупномасштабное международное мероприятие сможет повысить популярность WCW во всем мире. В рамках рабочей договоренности Иноки должен был выступать в главном шоу против известного американского рестлера из WCW. Бишофф первоначально обратился к рестлеру WCW Халку Хогану, но тот отказался участвовать. В интервью Sports Illustrated Бишофф заявил: «С таким же успехом я мог бы попросить его отправиться на лодке к Плутону. Этого не должно было случиться». В результате Бишофф попросил Рика Флэра, который согласился. В дополнение к Флэру, в шоу принимали участие другие рестлеры WCW; 2 Cold Scorpio, Криса Бенуа (под его псевдонимом Дикий Пегас), Road Warrior Hawk, Скотта Нортона и братьев Штайнер. Также приехал освещать мероприятие для CNN репортер Майк Чиной. Консультант WCW Сонни Оно связался с японским посольством, чтобы сообщить им об их планах, при этом посольство заявило, что они не могут гарантировать их безопасность, и рестлеры отправились в КНДР из Японии на военно-транспортном самолёте. После приземления у людей отобрали паспорта, и они были разделены на две группы, к каждой из которых были приставлены обработчики. Затем им устроили экскурсию по КНДР и возложили цветы к подножию статуи Ким Ир Сена.

### Сюжетные линии
На шоу приняли участие рестлеры из уже существовавших сценарных фьюдов и сюжетных линий. Рестлеры изображали злодеев или героев в сценарных событиях.

## Шоу
| Роль:         | Имя:             |
| ------------- | ---------------- |
| Комментаторы  | Эрик Бишофф      |
| Комментаторы  | Майк Тиней       |
| Комментаторы  | Кадзуо Исикава   |
| Ринг-анонсеры | Хидекадзу Танака |
| Реффери       | Масао Тояма      |
| Реффери       | Тайгер Хаттори   |

### День 1
Открывающим поединком того дня был одиночный матч, в котором Юдзи Нагата победил Токимицу Исидзаву, вынудив его сдаться, используя Нагата Лок III (комбинация перекрещивания рук в ножницы).
Вторым поединком был командный матч, в котором Акира Хокуто и Булл Накано победили Манами Тойоту и Марико Ёсиду, когда Накано удержала Ёсиду после финишера ныряющей ноги.
Третий поединок был одиночный матч, в котором Хироси Хасэ победил Дикого Пегаса удержанием.
Четвёртым боем был командный поединок, в котором Ооками Гандан (Масахиро Тёно и Хиро Сайто) победили Эль Самурая и Тадао Ясуду, когда Тёно удержал Эль Самурая после ныряющего блока плечом.
Пятым поединком был одиночный матч, в котором Flying Scorpio победил Синдзиро Отани, когда рефери остановил поединок из-за сильного кровотечения у Отани из-за сломанного носа.
Шестым поединком был одиночный матч, в котором Кэнсукэ Сасаки победил Масу Сайто удержанием.
Главным событием того дня стал одиночный матч между Скоттом Нортоном и Синъей Хасимото, который завершился вничью из-за временного лимита.

### День 2
Первым боем второго дня был одиночный матч, в котором Хиро Сайто победил Юдзи Нагату удержанием.
Вторым поединком стал одиночный матч, в котором Акира Хокуто победила Булл Накано за мировое чемпионство CMLL среди женщин. Матч закончился удержанием.
Третьим поединком был одиночный матч, в котором Чёрный Кот победил Эль Самурая удержанием.
Четвёртым поединком был одиночный матч, в котором Дикого Пегаса победил Флай Скорпио удержанием после удара головой swandive.
Пятым поединком стал командный поединок, в котором Масахиро Тёно и Скотт Нортон победили Акиру Ногами и Такаюки Иидзуку удержанием.
Шестой бой был одиночный матч, в котором Hawk Warrior победил Тадао Ясуду удержаниемпосле летящего клозлайна.
Седьмым поединком стал командный поединок, в котором братья Штайнеры победили Хироси Хасэ и Кэнсукэ Сасаки, когда Скотт Штайнер удержал Хасэ после финишера Штайнер Скрю (вариация пайлдрайвера).
Главным событием второго дня стал одиночный матч, в котором Антонио Иноки победил Рика Флэра удержанием после индзуигири.

## Результаты

### День 1
| №                                | Матч                                                                                    | Тип матча                                | Время |
| -------------------------------- | --------------------------------------------------------------------------------------- | ---------------------------------------- | ----- |
| 1                                | Юдзи Нагата победил Токимицу Исидзаву по болевому                                       | Одиночный матч                           | 4:28  |
| 2                                | Акира Хокуто и Булл Накано победили Манами Тоёту и Марико Ёсиду удержанием              | Командный матч                           | 8:34  |
| 3                                | Хироси Хасэ победил Дикого Пегаса удержанием                                            | Одиночный матч                           | 10:10 |
| 4                                | Ооками Гандан (Хиро Сайто и Масахиро Тёно) победил Эль Самурая и Тадао Ясуду удержанием | Командный матч                           | 8:06  |
| 5                                | Летающий Скорпион победил Синдзиро Отани по решению рефери                              | Одиночный матч                           | 2:37  |
| 6                                | Кенсуке Сасаки победил Масу Сайто удержанием                                            | Одиночный матч                           | 8:34  |
| 7                                | Синъя Хасимото (c) сразился со Скоттом Нортоном до ничьей с ограничением времени        | Титульный матч c ограничением по времени | 20:00 |
| (с) — чемпион на момент поединка |                                                                                         |                                          |       |

### День 2
| №                                | Матч | Тип матча                                         | Время |
| -------------------------------- | --- | ------------------------------------------------- | ----- |
| 1                                | Хиро Сайто победил Юдзи Нагату удержанием                                                                | Одиночный матч                                    | 5:29  |
| 2                                | Акира Хокуто (c) победила Булл Накано удержанием                                                         | Титульный матч за CMLL World Women’s Championship | 8:04  |
| 3                                | Черный Кот победил Эль Самурая удержанием                                                                | Одиночный матч                                    | 4:58  |
| 4                                | Дикий Пегас победил Летающего Скорпиона удержанием                                                       | Одиночный матч                                    | 6:02  |
| 5                                | Масахиро Тёно и Скотт Нортон победили Акиру Ногами и Такаюки Иидзуку удержанием                          | Командный матч                                    | 8:40  |
| 6                                | Дорожный воин Ястреб победил Тадао Ясуду удержанием                                                      | Одиночный матч                                    | 2:21  |
| 7                                | Братья Штайнеры (Скотт Штайнер и Рик Штайнер) победили Хироси Хасэ и Кэнсукэ Сасаки при помощи удержания | Командный матч                                    | 11:51 |
| 8                                | Антонио Иноки победил Рика Флэра удержанием                                                              | Одиночный матч                                    | 14:52 |
| (с) — чемпион на момент поединка | |                                                   |       |

## Последствия
После этого шоу официальные лица КНДР попросили Флэра зачитать заявление о том, что нация способна доминировать над Соединенными Штатами, хотя Флэр отказался это говорить и вместо этого выступил с заявлением, в котором он похвалил «прекрасную и мирную страну» КНДР и сказал: «Его Превосходительство Ким Ир Сен, всегда будет с нами». В конце 1995 года изображение, сделанное во время мероприятия, на котором видно, как Иноки избивает кровавого Флэра, было размещено на пропагандистских листовках, которые были сброшены КНДР над Сеулом.
В Соединенных Штатах шоу не уделяло особого внимания в новостях, и когда в том же году позже шоу было выпущено как pay-per-view, оно получило всего около 30 000 просмотров, что является небольшим количеством по сравнению с другими pay-per-view программами компании. В 2001 году после покупки WCW и её активов компании, WWE редко признавала это шоу и не публиковала его на своей платформе WWE Network, несмотря на то, что выпустила почти все другие шоу, записанные на пленку WCW. По словам Бишоффа и спортивного журналиста Дейва Мельтцера, это может быть связано с тем, что WWE утверждает, что их шоу в 1987 году Рестлманию III посетили 93 173 человека и является как одно из крупнейших шоу в истории профессионального рестлинга, и признание того, что их конкурент побил этот рекорд, повредило бы их имиджу.